# Урочище Орлове
Урочище Орлове — ботанічний заказник місцевого значення. Об'єкт розташований на території Бахмутського району Донецької області, ДП «Слов'янське лісове господарство», Часів-Ярське лісництво.
Площа — 62,7 га, статус отриманий у 2016 році.